# Översachsiska kretsen

Översachsiska kretsens läge i Tysk-romerska riket.

Översachsiska kretsen, även kallat Översachsen, var en av de tio rikskretsarna i det forna Tysk-romerska riket, upprättad 1512, omfattade Kursachsen, Kurbrandenburg, de sachsiska furstendömena, Anhalt, Thüringen med Eichsfeld, Vorpommern,  Hinterpommern, Schwarzburg, Reuss m. m. och till mitten av 1500-talet de inom detta område belägna, därefter sekulariserade biskopsstiften (Meissen, Merseburg m. fl.), med en sammanlagd areal av omkr. 99 000 km2. Ända till Kursachsens övergång till katolicismen tillhörde samtliga ständerna den evangeliska kyrkan. Kurfursten av Sachsen var kretsöverste. Kretsdagarna hölls först i Leipzig, sedermera även i Frankfurt an der Oder och i Jüterbog. Efter 1683 hölls ej mer några kretsdagar i denna krets.

## Källa
Den här artikeln är helt eller delvis baserad på material från Nordisk familjebok, Öfversachsen, 1904–1926.